# Recuperació de portadora

Exemple d'error de fase de recuperació de la portadora QPSK que provoca un desplaçament de rotació fix de la constel·lació de símbol rebuda, X, en relació amb la constel·lació prevista, O.

Exemple d'error de freqüència de recuperació de la portadora QPSK que provoca la rotació de la constel·lació de símbol rebuda, X, en relació amb la constel·lació prevista, O.

Un sistema de recuperació de portadora és un circuit que s'utilitza per estimar i compensar les diferències de freqüència i fase entre l'ona portadora d'un senyal rebut i l'oscil·lador local del receptor amb la finalitat de demodular coherentment.
En el transmissor d'un sistema portador de comunicacions, una ona portadora és modulada per un senyal de banda base. Al receptor, la informació de la banda base s'extreu de la forma d'ona modulada entrant.
En un sistema de comunicacions ideal, els oscil·ladors del senyal portador del transmissor i el receptor estarien perfectament equipats en freqüència i fase, permetent així una demodulació perfecta coherent del senyal de banda base modulat.
Tanmateix, els transmissors i receptors rarament comparteixen el mateix oscil·lador portador. Els sistemes receptors de comunicacions solen ser independents dels sistemes de transmissió i contenen els seus oscil·ladors amb desplaçaments de freqüència i fase i inestabilitats. El desplaçament Doppler també pot contribuir a les diferències de freqüència en els sistemes de comunicacions de radiofreqüència mòbil.

Exemple de llaç obert: Multiplicar-filtrar-dividir

Totes aquestes freqüències i variacions de fase s'han d'estimar utilitzant la informació del senyal rebut per reproduir o recuperar el senyal portador en el receptor i permetre una demodulació coherent.

## Mètodes
Per a una portadora o un senyal que conté una línia espectral de la portadora dominant, la recuperació de la portadora es pot aconseguir amb un simple filtre de pas de banda a la freqüència de la portadora o amb un bucle bloquejat en fase, o ambdós.
Tanmateix, molts esquemes de modulació fan que aquest enfocament senzill sigui poc pràctic perquè la major part de la potència del senyal es dedica a la modulació, on hi ha la informació, i no a la freqüència de la portadora. La reducció de la potència del portador dona com a resultat una major eficiència del transmissor. S'han d'emprar diferents mètodes per recuperar la portadora en aquestes condicions.

### Llaç tancat
Els mètodes de recuperació de portadors no assistits per dades/«cecs» no es basen en el coneixement dels símbols de modulació. Normalment s'utilitzen per a esquemes de recuperació de portadora simples o com a mètode inicial de recuperació de freqüència de portadora gruixuda. Els sistemes de bucle tancat sense ajuda de dades solen ser detectors d'errors de freqüència de màxima probabilitat.

### Llaç obert
Multiplicar-filtrar-dividir: en aquest mètode de recuperació de la portadora no assistida per dades, s'aplica una operació no lineal (multiplicador de freqüència) al senyal modulat per crear harmònics de la freqüència de la portadora amb la modulació eliminada. L'harmònic de la portadora es filtra després de banda i es divideix la freqüència per recuperar la freqüència de la portadora. (Això pot anar seguit d'un PLL.) Multiplicar-filtre-dividir és un exemple de recuperació de portadors de bucle obert, que es veu afavorit en les transaccions de ràfega (rellotge en mode de ràfega i recuperació de dades) ja que el temps d'adquisició sol ser més curt que per als sincronitzadors de bucle tancat.